# Sergio Bello
Sergio Bello (Verbania, 6 maggio 1942) è un ex velocista italiano, specializzato nei 400 metri piani.

## Biografia
Sergio Bello nasce a Intra, frazione di Verbania, sulla sponda piemontese del Lago Maggiore il 6 maggio 1942. Figlio di operai, Sergio perde il papà all'età di 14 anni. Frequenta l'Istituto Lorenzo Cobianchi dove si diplomerà. Nel 1958, all'età di 16 anni, comincia a praticare l'atletica a livello amatoriale al campo sportivo della sua città. Nel 1960 viene scritturato per la Libertas Doppieri di Novara, con la quale ha inizio la sua carriera sportiva. Nel 1966 si diploma all'Istituto superiore di educazione fisica (ISEF) di Roma. Nello stesso anno Sergio Bello sposa Maria Luisa Bisoglio, "Sissi" per gli amici, con la quale avrà due figli, nel 1967 e nel 1970. Nel 1972 abbandona la maglia della nazionale italiana dopo averla indossata per 12 anni collezionando 45 presenze e la fascia di capitano. Corre con la Snia Milano fino al 1974. Al termine della carriera di atleta esercita la professione di insegnante di educazione fisica presso l'Istituto Lorenzo Cobianchi, che lui stesso aveva frequentato da ragazzo, fino alla pensione.

## Carriera

### Gli inizi e la nazionale juniores 1960 - 1961
Nel 1960, all'età di 18 anni, viene scritturato per la società di atletica leggera Libertas Doppieri di Novara, con la quale sperimenta i 100 m, i 200 m, il salto in lungo e gli ostacoli. Alla prima convocazione, gli viene detto che nelle corse brevi non c'è spazio per lui e che quindi, se vuole correre, dovrà gareggiare nei 400 metri. Con grande sorpresa Sergio vince la gara e attira su di sé le attenzioni degli osservatori. Viene ospitato ad un raduno collegiale a Belluno e invitato ad entrare in Nazionale Juniores. Lo stesso anno la sua società lo manda a Napoli a gareggiare ai campionati nazionali juniores dove Sergio sorprende tutti e vince nei 400 metri piani diventando Campione Italiano Juniores.

Nel 1961 si conferma e vince nuovamente il titolo nei 400 metri piani con il tempo di 48"3 stabilendo il nuovo record italiano juniores e il secondo miglior tempo a livello europeo. Vincendo anche il titolo nei 400 metri ostacoli. In virtù di questa doppia vittoria ai campionati nazionali juniores, Sergio, nonostante la giovane età (19 anni), viene mandato lo stesso anno a correre anche ai Campionati italiani assoluti dove gareggia nei 400 metri piani classificandosi terzo.

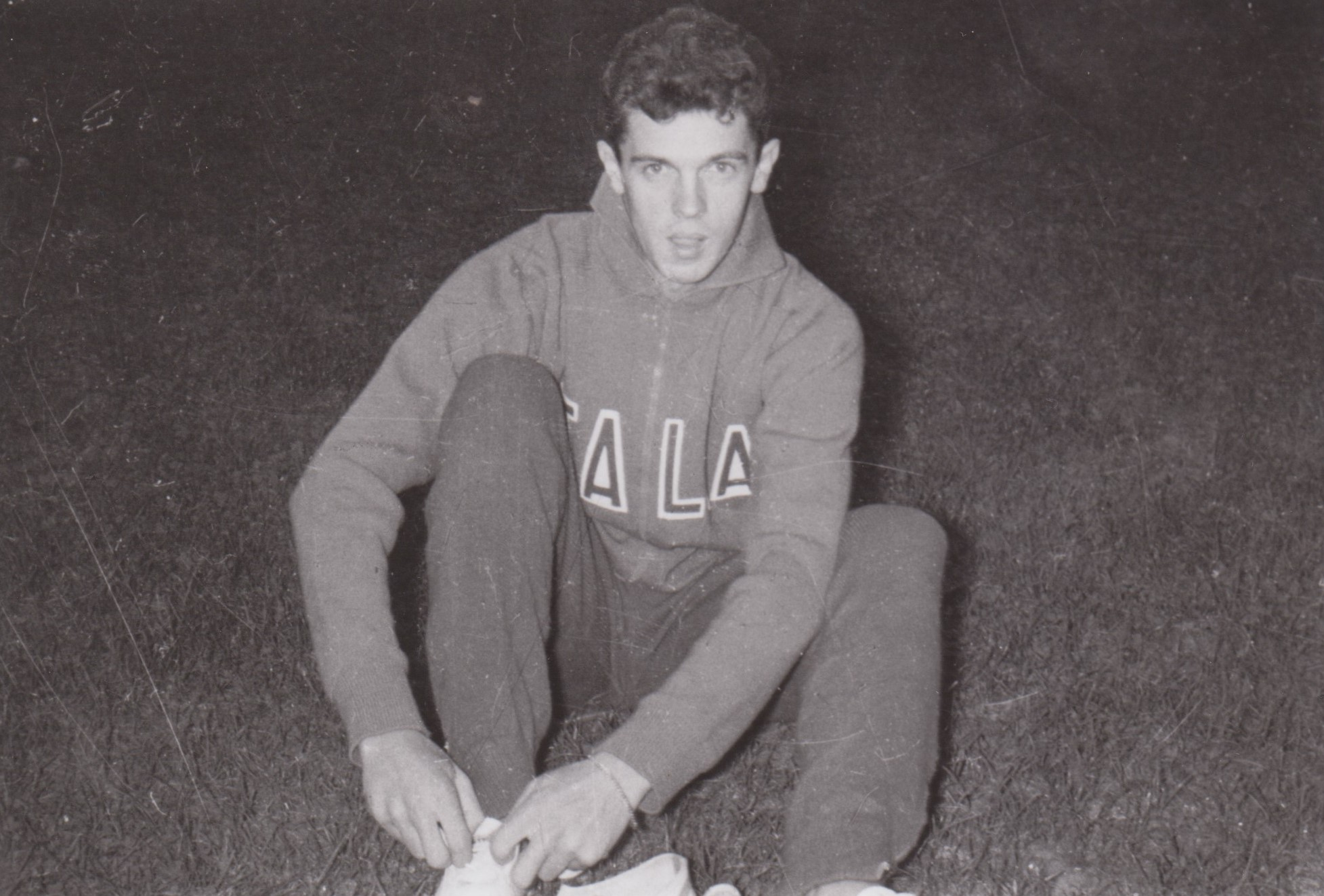
Sergio Bello all'età di 19 anni con la divisa della Nazionale italiana nel 1961

### La nazionale maggiore e i primi incontri internazionali 1962 - 1963
Nel 1962 Sergio Bello, ormai dentro il circuito della nazionale maggiore, viene convocato per disputare i Campionati europei di Belgrado. Corre i 400 metri, venendo eliminato in semifinale, ma viene anche inserito nella squadra della staffetta 4x400 metri, con la quale corre le batterie fino a raggiungere la finale. Sergio non corre la finale poiché costretto al rientro anticipato in Italia a causa degli esami di riparazione. La sua squadra comunque arriva in finale, anche grazie alle sue prestazioni, dove si classificherà quinta. Lo stesso anno, ai campionati italiani assoluti, corre i 400 metri piani classificandosi al secondo posto. 

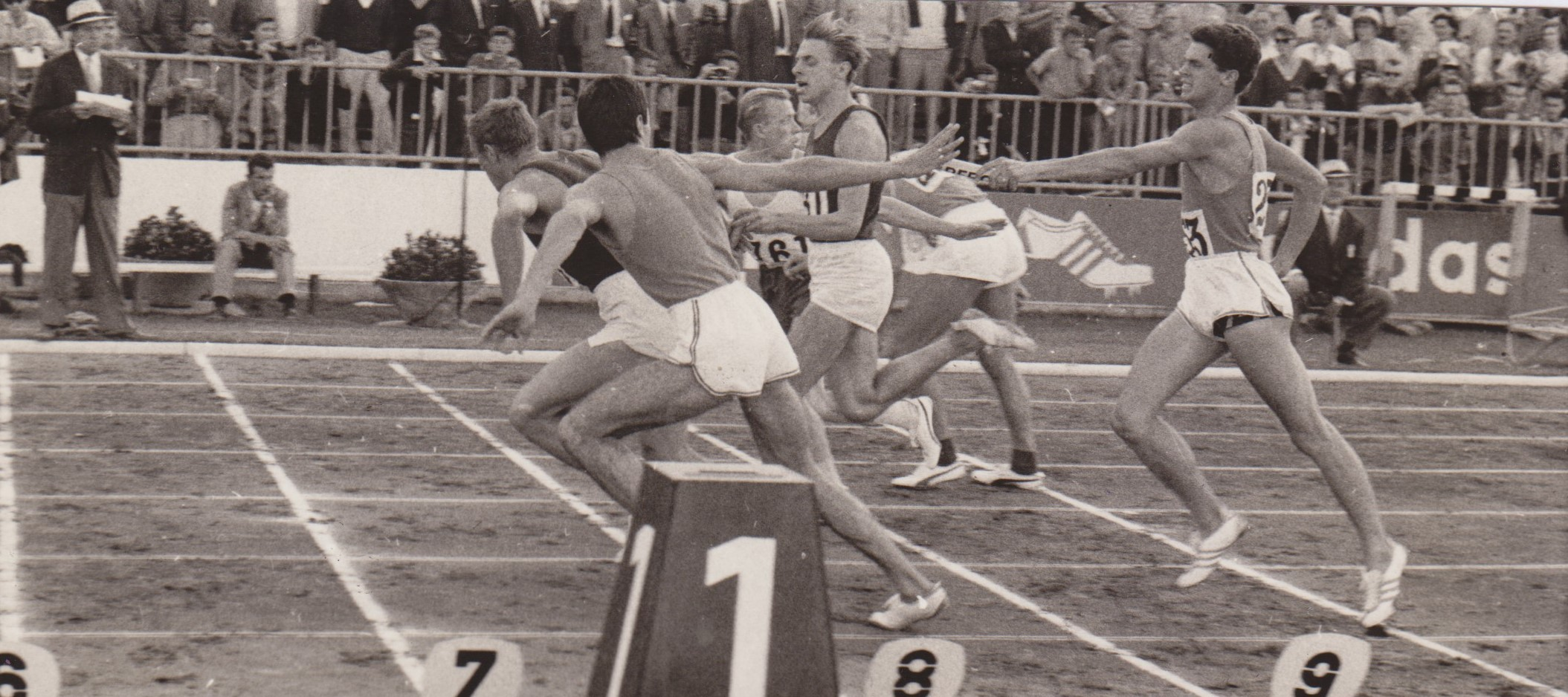
Salvatore Morale riceve il testimone da Sergio Bello nella semifinale della staffetta 4x400 metri agli Europei di Belgrado 1962.

Nel 1963 Sergio partecipa alle sue prime Universiadi in Brasile, a Porto Alegre. Viene eliminato in semifinale nella gara individuale, mentre vince la medaglia di bronzo nella 4x400 metri insieme a Marco Busatto, Mario Fraschini e Roberto Frinolli. Non partecipa ai campionati italiani assoluti poiché nello stesso periodo ha gli esami di maturità.

### La prima Olimpiade e la consacrazione internazionale 1964 - 1967
Nel 1964 Sergio Bello, all'età di 22 anni, partecipa ai Giochi della XVIII Olimpiade di Tokyo nei quali ottiene due successi personali. Nella gara individuale, pur venendo eliminato nei quarti di finale, chiude la gara in 46"9 siglando il suo record personale e scendendo per la prima volta sotto i 47". Nella staffetta 4x400 in semifinale stabilisce il nuovo record italiano con il tempo di 3'07"6 con Salvatore Morale, Bruno Bianchi e Roberto Frinolli, venendo però esclusi dalla finale per pochissimo. Lo stesso anno, ai campionati italiani assoluti, si infortuna durante le batterie.
 L'Italia, rappresentata da Bruno Bianchi, Salvatore Morale, Roberto Frinolli, Sergio Bello termina al terzo posto migliorando, con 3'07"6, il record italiano. Il tempo degli azzurri è inferiore di un solo decimo alla qualificazione, valida, della squadra francese.

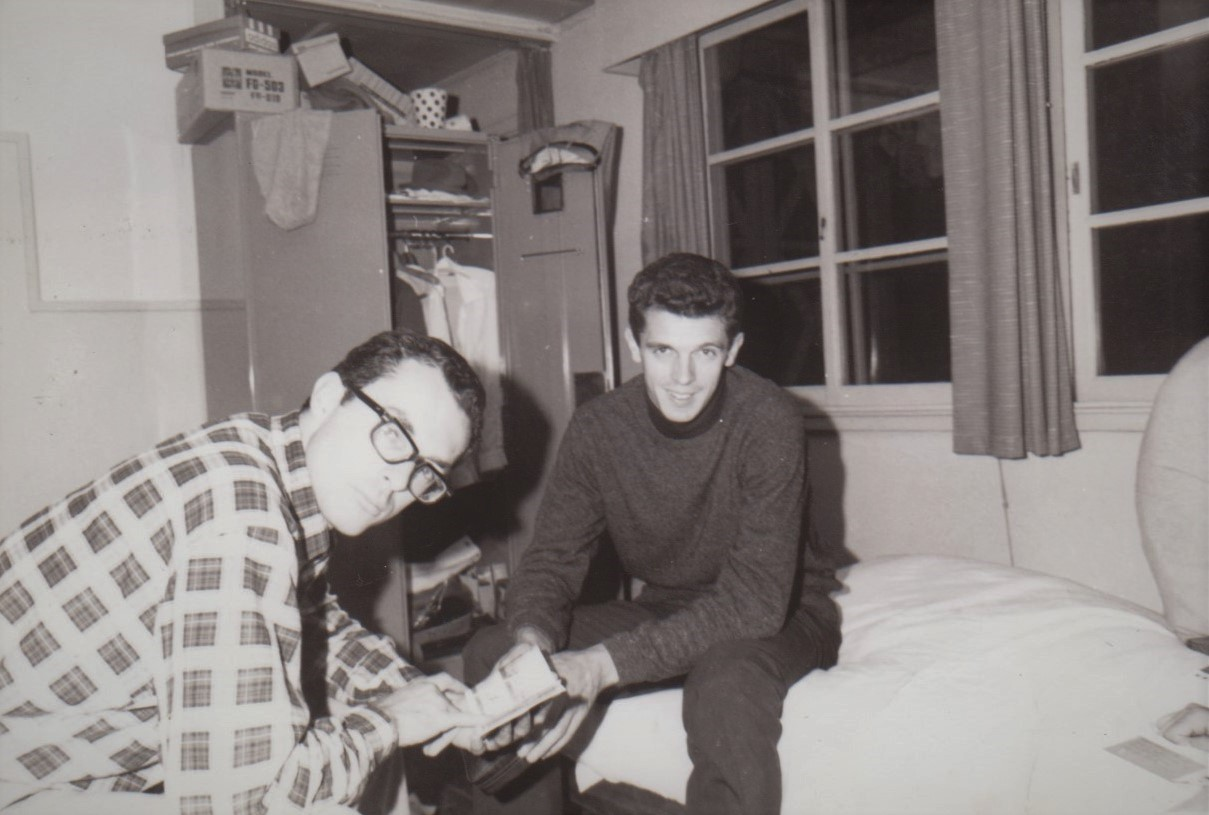
Livio Berruti e Sergio Bello, compagni di stanza, alle Olimpiadi di Tokyo 1964

Nel 1965 Sergio Bello passa dalla società Libertas Doppieri Novara alla società Lilion Snia Varedo. Il 1965 è l'anno della svolta per la carriera di Sergio Bello. Alle Universiadi di Budapest vince due medaglie d'oro correndo sia nella gara individuale che con la staffetta. Nei 400 metri corre in 46"8 mentre con la staffetta 4x400 metri realizza il record dei giochi in 3'08"5 con Gianpaolo Iraldo, Roberto Frinolli e Bruno Bianchi. Lo stesso anno riesce finalmente ad affermarsi anche in campo nazionale consacrandosi campione italiano assoluto nei 400 metri piani e bissando il trionfo con la staffetta 4x400 metri. Il 1965 vede Sergio Bello raggiungere le semifinali di Coppa Europa disputate a Roma, dove gareggia nei 400m e nella 4x400m classificandosi rispettivamente 3° e 2°, migliorando nuovamente il suo record personale nella gara individuale portandolo a 46"7.

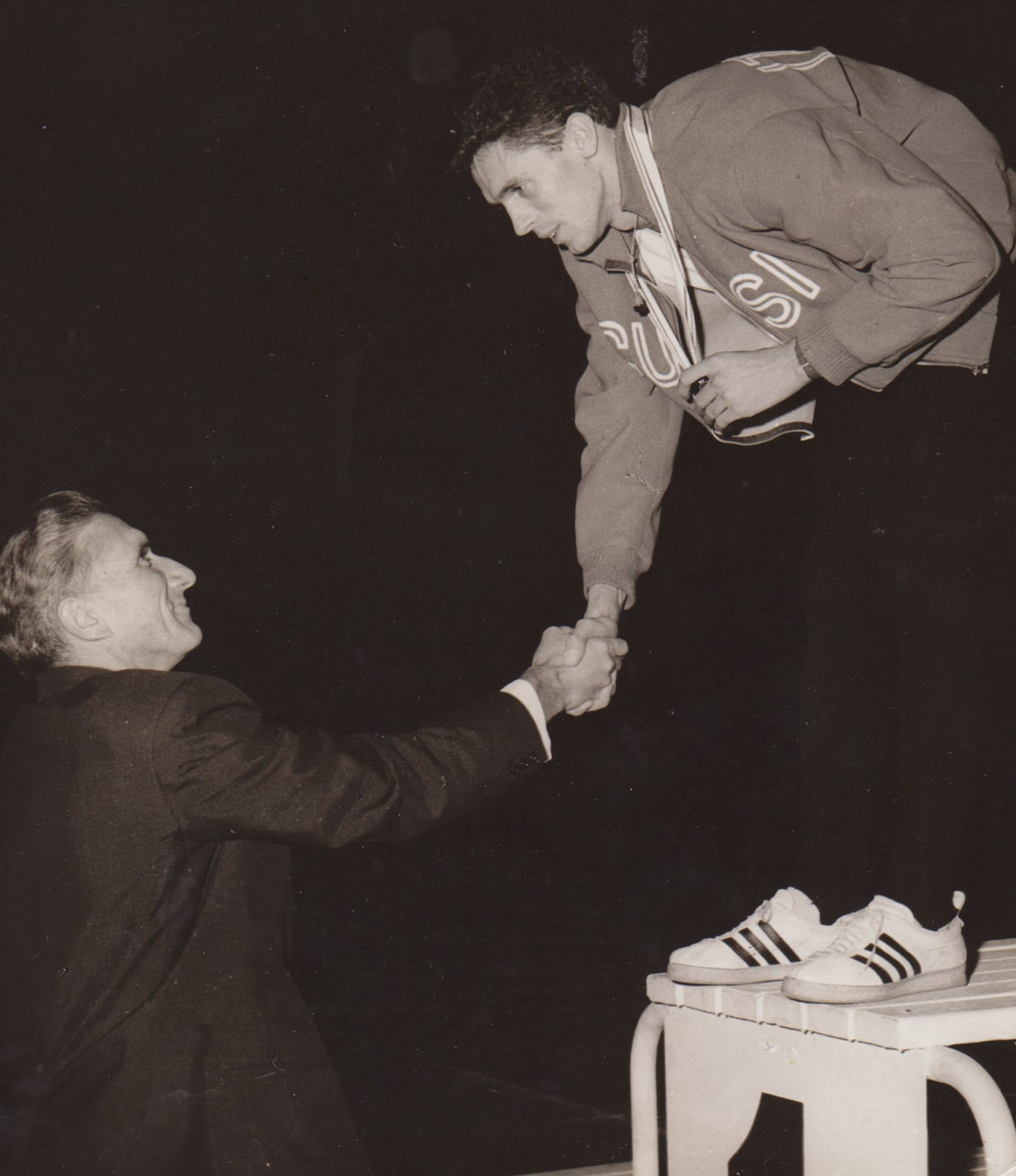
Sergio Bello riceve la medaglia d'oro alle Universiadi di Budapest nel 1965 nei 400 metri piani.

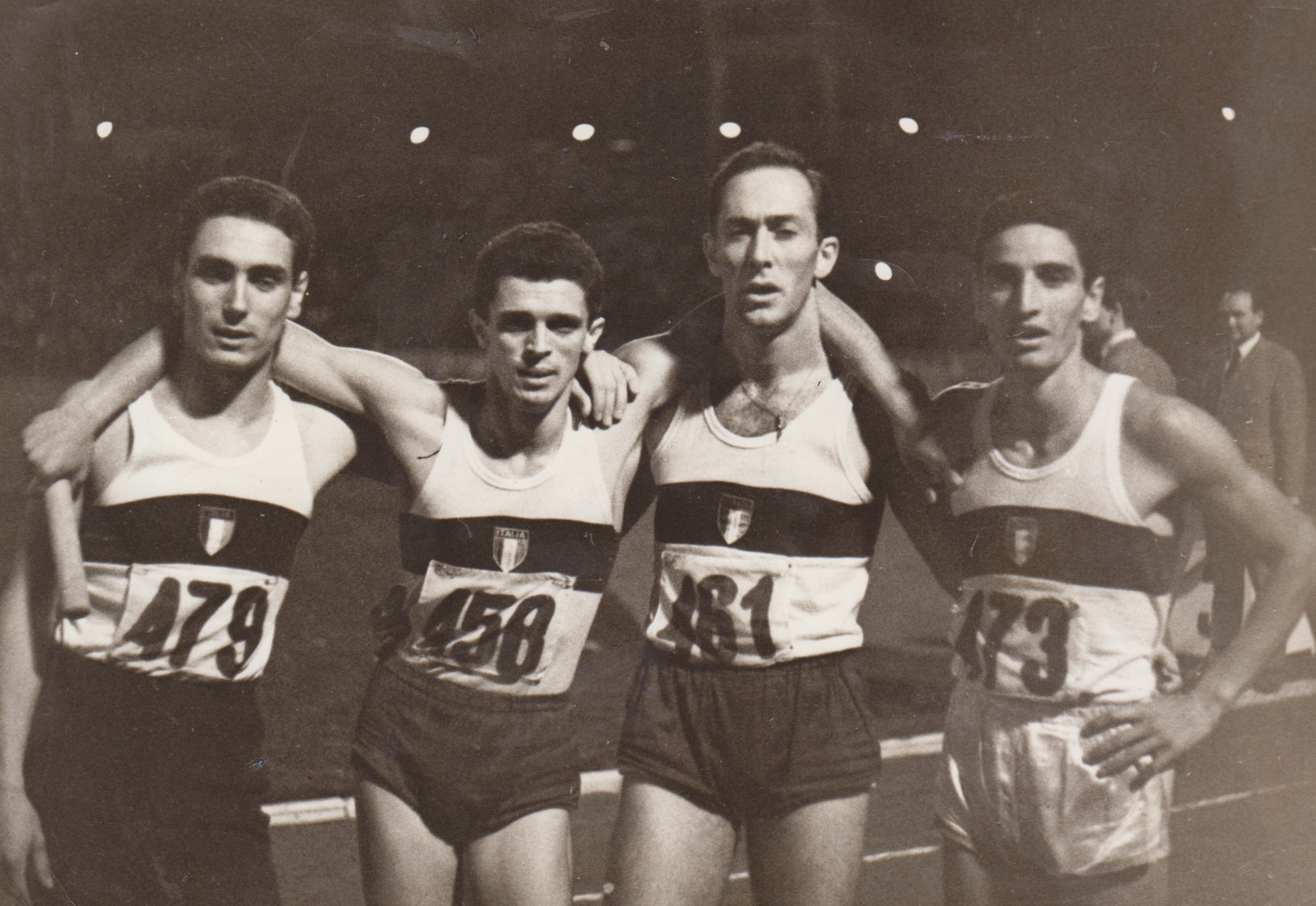
Giampaolo Iraldo, Sergio Bello, Bruno Bianchi, Roberto Frinolli medaglie d'oro universiadi Budapest staffetta 4X400 metri.

Nel 1966 Sergio Bello partecipa ai Campionati Europei di Budapest, dove viene eliminato in semifinale nei 400 metri mentre raggiunge la finale con la staffetta 4x400m. Sergio Bello, insieme a Furio Fusi, Roberto Frinolli e Bruno Bianchi, realizza un nuovo record nazionale con il tempo di 3'06"5 in finale a Budapest, con un miglioramento di più di un secondo rispetto alla finale olimpica di Tokyo di due anni prima. Nonostante il nuovo record, l'Italia chiude la gara al 6º posto. Il 1966 vede l'ingresso in scena, a Dortmund, della prima edizione dei Giochi europei indoor (precursori dei Campionati europei indoor). Sergio Bello insieme a Francesco Bianchi, "Ito" Giani e Sergio Ottolina prende parte ad una particolare staffetta, chiamata staffetta svedese 4x4+3+2+1 giri, che prevedeva la distanza di 1600 metri percorsi da due frazioni da 200m, una da 400m e una da 800m. Sergio Bello corre la frazione dei 400 metri e la squadra italiana si aggiudica una storica medaglia d'argento in questa gara. Lo stesso anno ai Campionati Italiani Assoluti, Sergio Bello vince nuovamente 400 m e 4x400 m, confermandosi primatista italiano nelle due discipline.

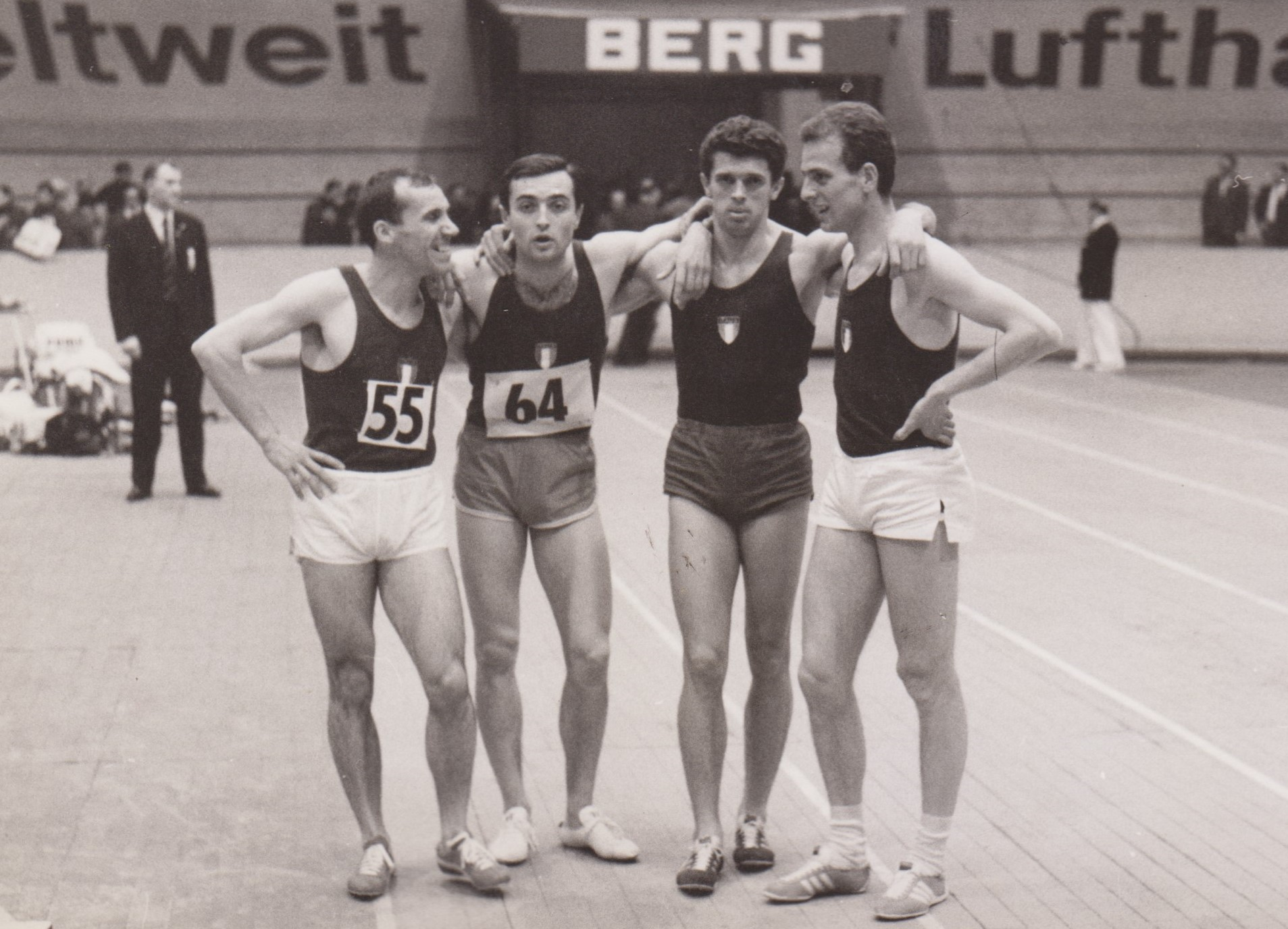
Francesco Bianchi, Sergio Ottolina, Sergio Bello ed Ito Giani medaglia d'argento agli Europei indoor di Dortmund 1966, staffetta svedese 1600 metri

Il 1967 vede Sergio Bello partecipare a ben quattro eventi internazionali. Ai Giochi del Mediterraneo di Tunisi vince la Medaglia d'oro sia nei 400 metri che nella staffetta 4x400 metri con Furio Fusi, Sergio Ottolina e Giacomo Puosi. Alle Universiadi di Tokyo Sergio Bello eguaglia il suo record personale di 46"7 nella finale dei 400 metri vincendo la medaglia di bronzo, mentre in finale con la staffetta 4x400 metri si classica al 5º posto. Partecipa alla seconda edizione dei Giochi europei indoor a Praga vincendo la medaglia d'oro nei 400 metri ma venendo squalificato a fine gara. Prende parte anche alla sua seconda semifinale di Coppa Europa a Ostrava, arrivando 5º nei 400 metri e 2° nella 4x400 metri. Partecipa ai Campionati Italiani Assoluti vincendo per il terzo anno consecutivo i 400 metri e la 4x400 metri.

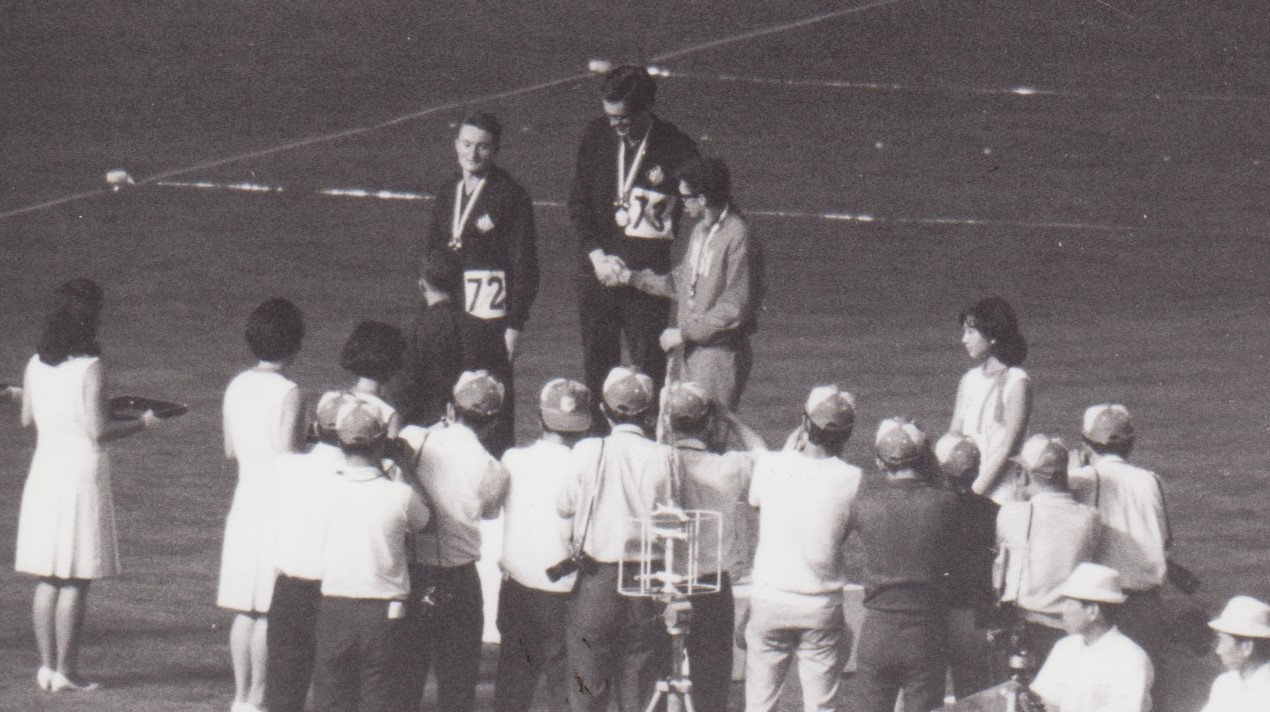
Sergio Bello sul podio riceve la medaglia di bronzo nei 400m alle Universiadi di Tokyo 1967.

### La seconda Olimpiade e i record con la 4x400m 1968 - 1969
Nel 1968, a Città del Messico, Sergio Bello prende parte alla sua seconda olimpiade dimostrando di dare il meglio di sé nelle competizioni importanti. Nella gara individuale viene eliminato nei quarti di finale, ma ancora una volta abbassa il suo record personale in una gara olimpica correndo in 46"5. La soddisfazione più grande arriva però dalla gara 4x400 metri con la staffetta: insieme ai suoi compagni, Sergio Ottolina, Furio Fusi e Giacomo Puosi, battono per due volte nel giro di poche ore il record italiano, prima nella semifinale della 4x400m correndo in 3'04"8, abbassandolo poi nella finale della 4x400m, correndo in 3'04"6, chiudendo la gara al 7º posto. Sergio Bello sigla per il quarto anno consecutivo la doppietta d'oro 400m e 4x400m ai campionati italiani assoluti.
 La formazione azzurra composta da Ottolina, Puosi, Fusi, Bello può sperare soltanto nel tempo perché contro gli Stati Uniti, il Kenya e la Germania Est c'è poco da fare. E i nostri lottano oltre il limite delle loro energie: sono uno più bravo dell'altro, riescono a prevalere sulla Germania Est (che vanta due uomini da meno di 46") e giungono terzi migliorando il record italiano con 3'04"8. È l'ottavo tempo e quindi la finale. Era dal 1948 che i quattrocentisti azzurri non riuscivano a guadagnare la finale olimpica: ed è stato un grande successo qualificarsi fra le prime otto squadre del mondo nella staffetta del miglio, una delle gare più indicative della vera forza atletica di una nazione. 

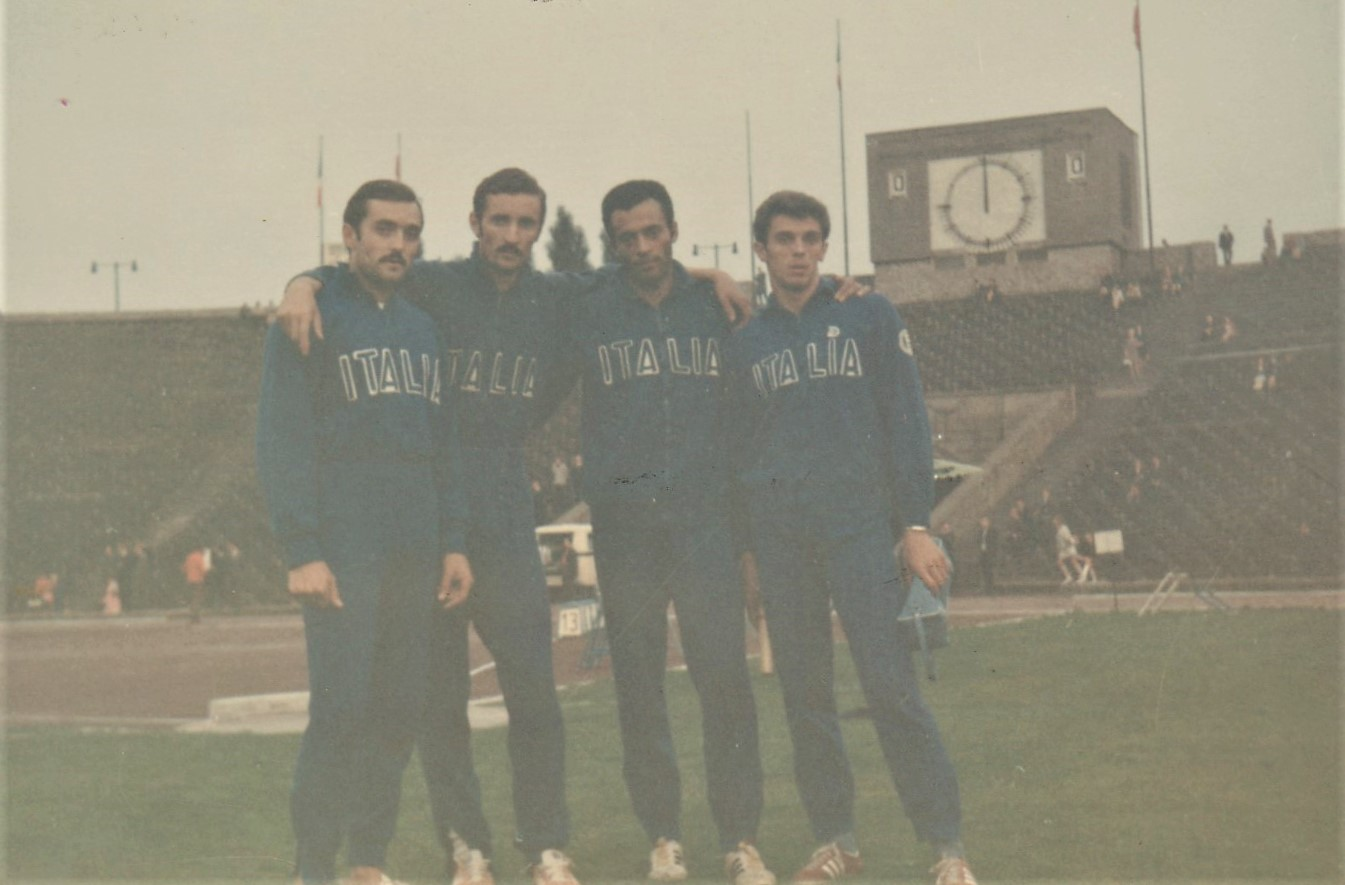
Sergio Ottolina, Furio Fusi, Giacomo Puosi e Sergio Bello allo stadio olimpico di Città del Messico prima della finale della staffetta 4x400 metri, Olimpiade 1968.

 Il quartetto azzurro, ritocca ancora il primato italiano portandolo a 3'04"6, batte la squadra francese che a Tokyo l'aveva escluso dal finale e chiude la gara al 7º posto, a pochi centimetri dai quattrocentisti di Trinidad.

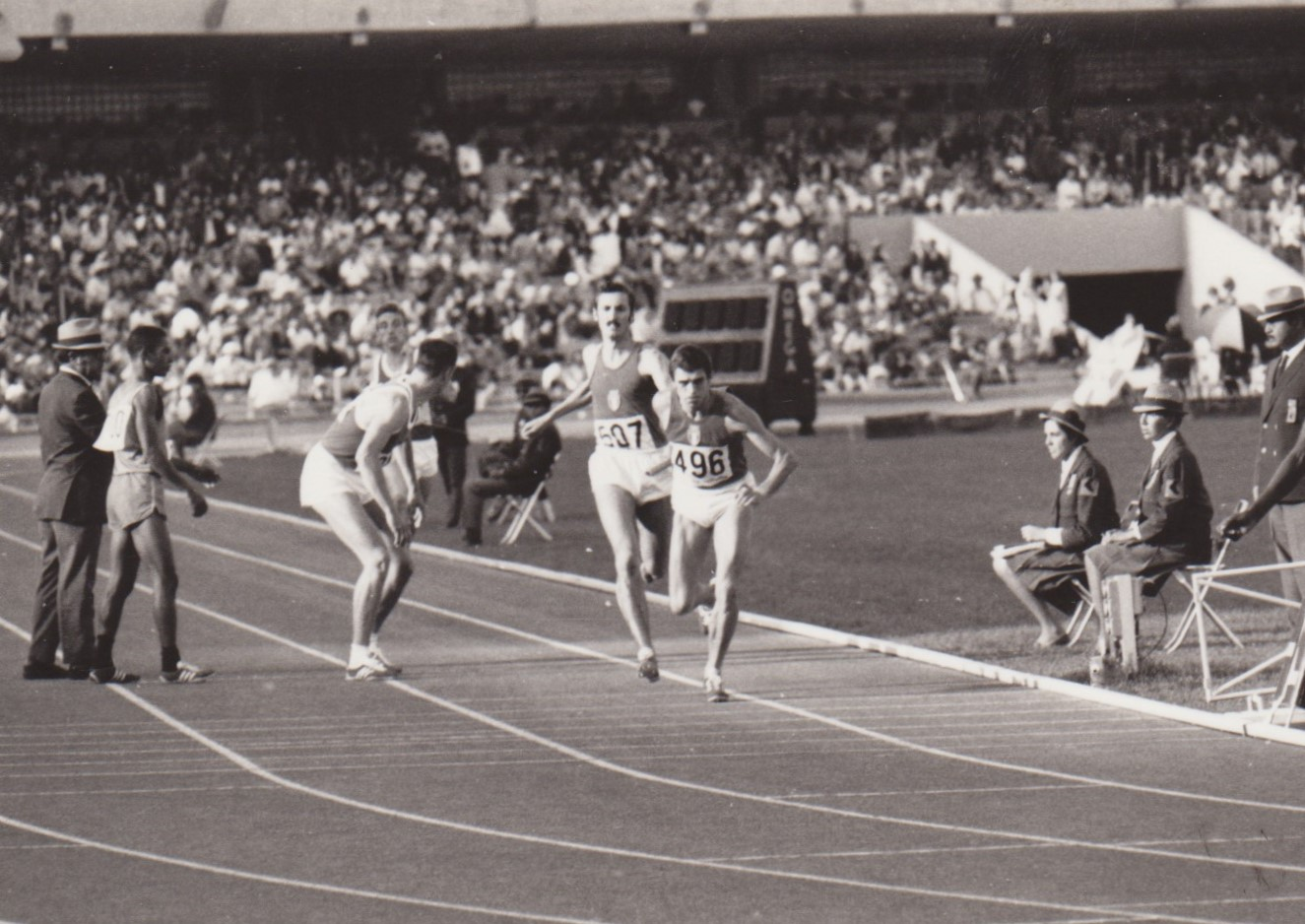
Sergio Bello riceve il testimone da Furio Fusi nell'ultima frazione della finale olimpica della staffetta 4x400 metri alle Olimpiadi di Città del Messico 1968

Il 1969 è un altro anno di grandi traguardi per Sergio Bello. Durante la sua terza partecipazione ad un campionato europeo, ai Campionati Europei di Atene raggiunge la finale sia nella gara individuale che nella staffetta. Sergio Bello è il primo atleta italiano a correre una finale europea nei 400 metri piani. Gareggia in 46"6, sfiorando il suo tempo migliore e chiude la gara 8°. La staffetta italiana si supera ancora una volta in una finale di una manifestazione tra le più importanti, dopo i record nelle finali precedenti (finale olimpica Tokyo '64, 3'07"6, finale europea Budapest '66, 3'06"5, semifinale e finale olimpica Città del Messico '68, 3'04"8-3'04"6) gli staffettisti azzurri Sergio Bello, Furio Fusi, Giacomo Puosi e Claudio Trachelio migliorano di mezzo secondo il record nazionale portandolo a 3'04"1, classificandosi al 5º posto. Sergio Bello porta la sua serie consecutiva di vittorie ai Campionati Italiani Assoluti a 5, vince infatti per il quinto anno consecutivo sia nei 400 metri (toccando il suo record personale di sempre a 46"4) che nella 4x400 metri. Vince 10 titoli in 5 anni (dal 1965 al 1969). 

### Il podio europeo, la terza Olimpiade e l'addio alla nazionale 1970 - 1972
Il 1970 segna un cambio di rotta nella carriera di Sergio Bello, decide infatti a sorpresa di rinunciare a correre i 400 metri piani per passare agli ostacoli. Sorprendentemente vince l'oro ai Campionati Italiani Assoluti alla sua prima partecipazione sui 400 metri ostacoli. Nella stessa edizione corre anche per la prima volta con la staffetta 4X100 metri classificandosi secondo. Partecipa alla finale di Coppa Europa di Stoccolma gareggiando nei 400 metri ostacoli arrivando 6º e nuovamente con la staffetta 4x400 metri classificandosi 7º.
Nel 1971 partecipa per la seconda volta ai Giochi del Mediterraneo a Izmir tornando a correre i 400 metri piani classificandosi 5º e vincendo nuovamente la medaglia d'oro con la staffetta 4x400 metri, stabilendo il nuovo record dei giochi con il tempo di 3'07"5 con Daniele Giovanardi, Lorenzo Cellerino e Giacomo Puosi. Partecipa al quarto Europeo della sua carriera a Helsinki correndo unicamnete con la staffetta. Insieme a Marcello Fiasconaro (nuovo astro nascente arrivato da Sud Africa e nuovo primatista italiano nei 400 metri), Lorenzo Cellerino e Giacomo Puosi vince la medaglia di bronzo correndo con la staffetta 4x400 metri col tempo di 3'04"6. A livello nazionale, durante i Campionati Italiani Assoluti Sergio Bello corre nuovamente i 400 metri ostacoli arrivando 3º, torna a correre la staffetta 4x400 metri vincendo il titolo e bissando, vincendo anche nella nuova categoria 4x200 metri, aggiudicandosi in tutto tre medaglie, due d'oro e una di bronzo. 

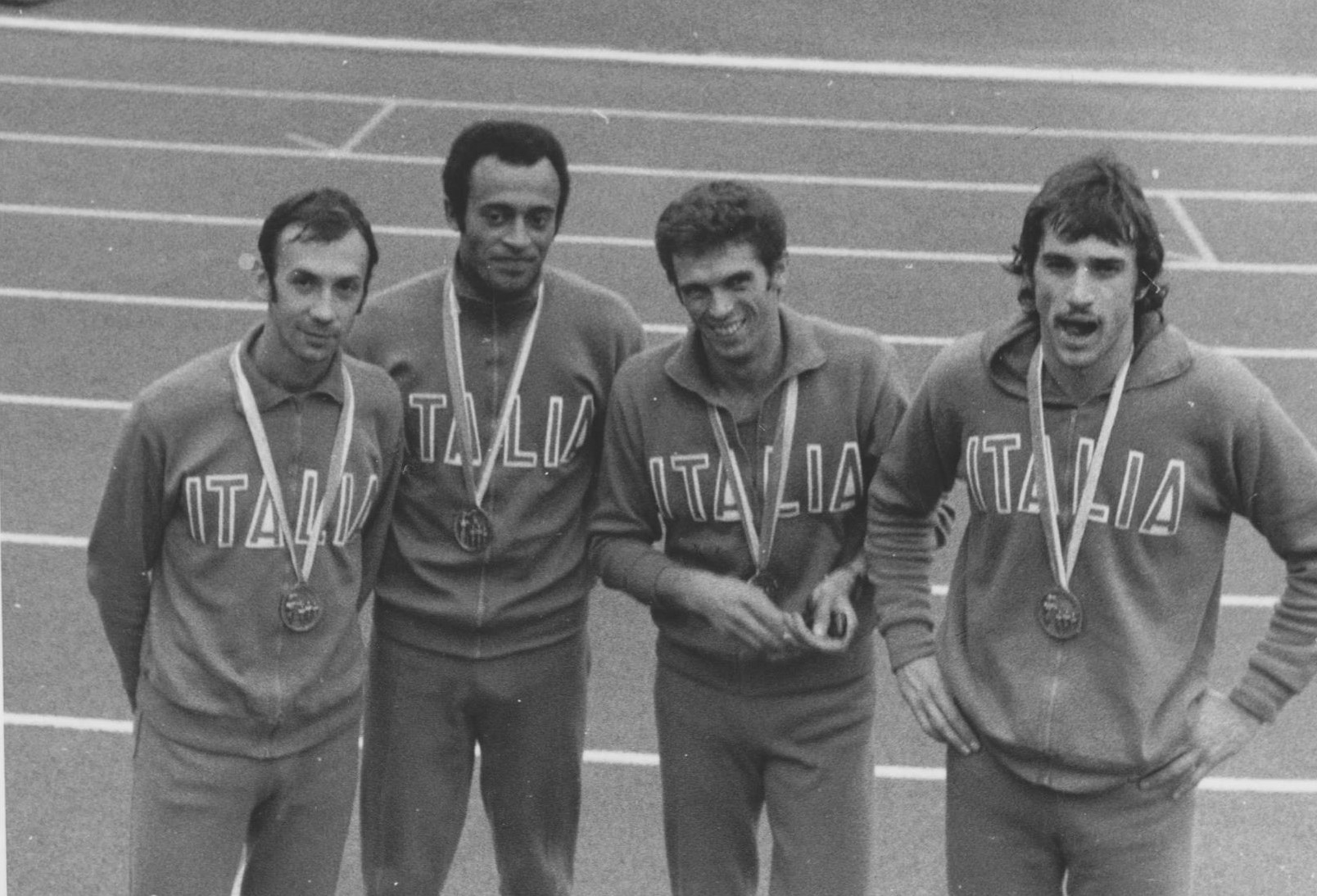
Lorenzo Cellerino, Giacomo Puosi, Sergio Bello, Marcello Fiasconaro medaglie di bronzo agli Europei Helsinki 1971 nella staffetta 4x400 metri.

Nel 1972 Sergio Bello viene escluso per un periodo dalla nazionale per problemi fisici e legati a impegni famigliari. Nonostante l'esclusione e ad alcune divergenze con la dirigenza nazionale Sergio Bello è determinato a partecipare alla sua terza Olimpiade. Si allena e gareggia da solo, guadagnandosi coi risultati ottenuti sulla pista la chiamata dalla nazionale e l'accesso all'Olimpiade di Monaco di Baviera. Viene infatti convocato per correre la 4x400 metri. La staffetta azzurra, che con Sergio Bello sfiorò la finale all' Olimpiade di Tokyo stabilendo il record nazionale, raggiunse la finale all' Olimpiade di Città del Messico stabilendo 2 volte il record nazionale, partecipò a 4 finali europee stabilendo 2 volte il record nazionale (Budapest '66 e Atene '69) vincendo un bronzo (Helsinki '71), all'Olimpiade di Monaco di Baviera non raggiunse la finale. Sergio Bello, nonostante l'età (30 anni), le divergenze con la dirigenza a livello nazionale e l'esclusione prematura dalla nazionale, poi riconquistata, all'Olimpiade di Monaco corre di gran lunga meglio dei suoi compagni facendo il tempo di frazione migliore. Dopo l'Olimpiade di Monaco Sergio Bello decide di abbandonare definitivamente la maglia della nazionale dopo averla indossata per 12 anni, dal 1961 al 1972, collezionando 45 presenze e la fascia di capitano. Partecipa ai Campionati Italiani Assoluti arrivando 3º nei 400 metri, 1° con la staffetta 4x400 metri e 1° con la staffetta 4x200 metri.
"L'Italia, priva di Marcello Fiasconaro, irrecuperabile anche per la staffetta, presenta Daniele Giovanardi, Giacomo Puosi, Lorenzo Cellerino e Sergio Bello, quest'ultimo alla sua terza Olimpiade. Al via Giovanardi combatte bene, ma il suo ritmo è assai diverso da quello di Bezabeh, l'etiope che cambia per primo, di Roberts di Trinidad, del nigeriano Dogonyaro, del tedesco Herrmann. L'azzurro cambia al quinto posto e Puosi riesce soltanto a recuperare qualche metro sull'etiope Worku. Al cambio con Cellerino un imperdonabile errore fa perdere alla staffetta azzurra metri preziosi, né Cellerino è in grado di riprenderli. Quando Sergio Bello riceve il testimone, l'Italia è dietro anche alla Tanzania. Il nostro quattrocentista si lancia all'inseguimento, compie la migliore frazione azzurra e riesce a riconquistare il quinto posto di origine. Naturalmente non è sufficiente alla qualificazione e l'Italia viene eliminata."
|      | Frazione   | Tempo  |
| ---- | ---------- | ------ |
| 1    | Giovanardi | 47"4   |
| 2    | Puosi      | 47"0   |
| 3    | Cellerino  | 49"6   |
| 4    | Bello      | 45"7   |
| Tot. | ITALIA     | 3'09"7 |

### L'ultima vittoria e il ritiro 1973 - 1974
Nel 1973, chiusa la carriera nazionale Sergio Bello si dedica all'insegnamento e alla famiglia, pur continuando a gareggiare ad alti livelli in territorio nazionale. Ai Campionati Italiani Assoluti vince l'argento nella 4x400m e arriva quarto con la 4x200m.
Nel 1974 vuole chiudere lasciando il segno, all'età di 32 anni partecipa per l'ultima volta ai Campionati Italiani Assoluti, si classifica secondo con la staffetta 4x200 e conquista l'ultimo oro della sua carriera vincendo per l'ottava volta il titolo di Campione Italiano Assoluto nella 4x400 metri. Sergio Bello appende le scarpette al chiodo.
Sergio Bello vince in totale 16 titoli italiani Seniores: 5 nei 400 metri piani (1965, 1966, 1967, 1968 e 1969), 8 nella staffetta 4x400 metri  (1965, 1966, 1967, 1968, 1969, 1971, 1972, 1974), 1 nei 400 metri ostacoli (1970), 2 nella staffetta 4x200 metri (1971, 1972). Vince anche 3 titoli juniores, 2 nei 400 metri piani (1960,1961), 1 nei 400 metri ostacoli (1961).
Partecipa a tre edizioni delle Olimpiadi (1964,1968,1972); quattro Campionati Europei, nei quali corre 4 finali e vince una medaglia di Bronzo nella 4x400m (1962, 1966, 1969, 1971); due Giochi europei indoor dove vince la medaglia d'argento nella staffetta svedese 1600m (1966,1967); tre edizioni di Coppa Europa (1965, 1967, 1970); tre Universiadi dove vince una medaglia d'oro e una di bronzo nei 400m e una medaglia d'oro una di bronzo nella staffetta 4x400m (1963, 1965, 1967); due Giochi del Mediterraneo dove vince tre medaglie d'oro, 1 nei 400m, due nella staffetta 4x400m.

## Palmarès

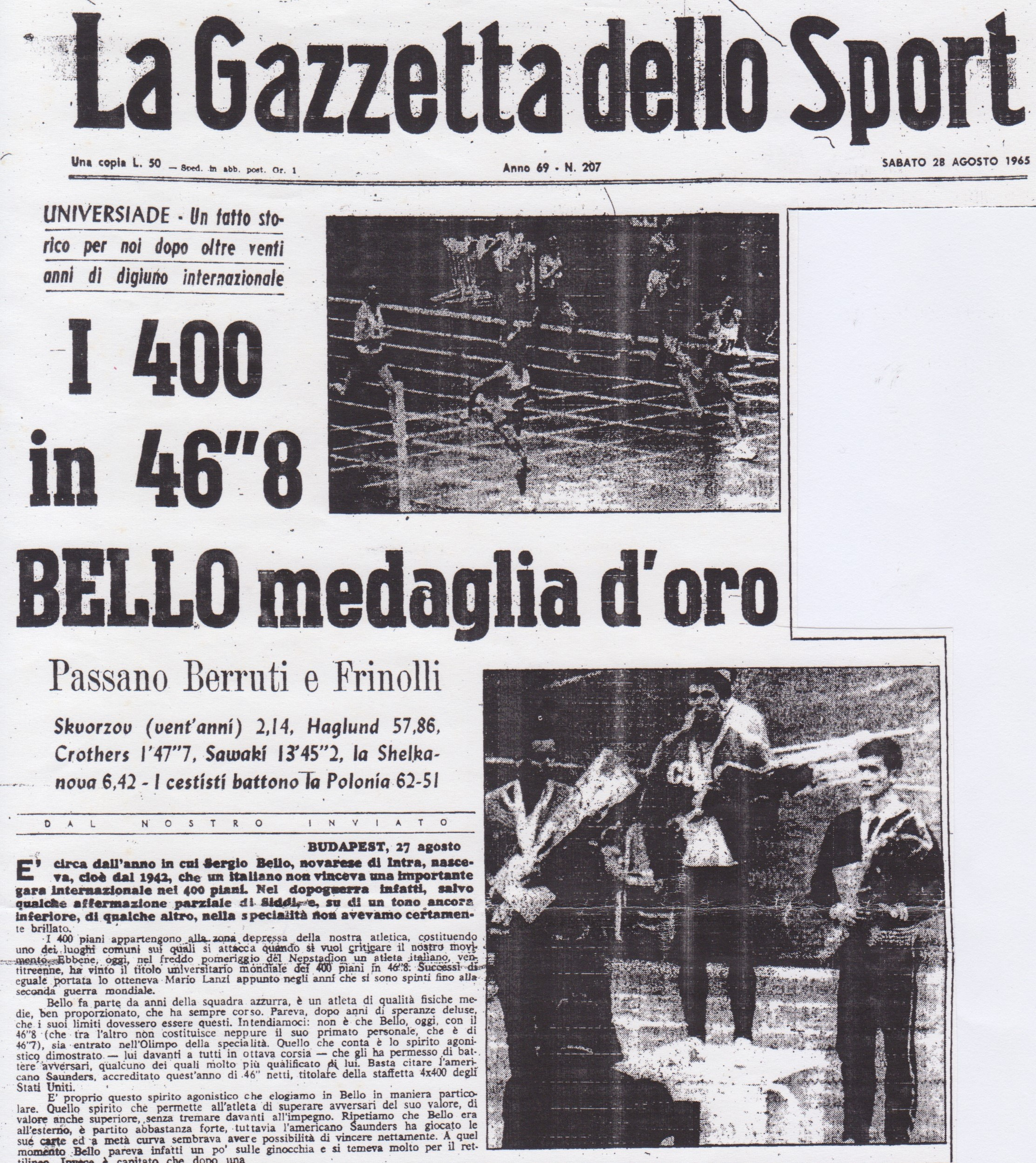
Sergio Bello vince l'oro a Budapest 1965 nei 400 metri piani. Prima pagina de La Gazzetta dello Sport, 28 agosto 1965

| Anno | Manifestazione          | Sede              | Evento    | Risultato        | Prestazione | Note                      |
| ---- | ----------------------- | ----------------- | --------- | ---------------- | ----------- | ------------------------- |
| 1962 | Europei                 | Belgrado          | 400m      | Semifinale       | 47"8        |                           |
| 1962 | Europei                 | Belgrado          | 4x400m    | Finale           | -           | Finale non corsa da Bello |
| 1963 | Universiadi             | Porto Alegre      | 400m      | Semifinale       | 48"6        |                           |
| 1963 | Universiadi             | Porto Alegre      | 4x400m    | Bronzo           | 3'13"6      |                           |
| 1964 | Olimpiadi               | Tokyo             | 400m      | Quarti di finale | 46"9        | Record Personale          |
| 1964 | Olimpiadi               | Tokyo             | 4x400m    | Semifinale       | 3'07"6      | Record Nazionale          |
| 1965 | Universiadi             | Budapest          | 400m      | Oro              | 46"8        |                           |
| 1965 | Universiadi             | Budapest          | 4x400m    | Oro              | 3'08"5      | Record dell'Universiade   |
| 1965 | Coppa Europa            | Roma              | 400m      | 3°               | 46"7        | Record Personale          |
| 1965 | Coppa Europa            | Roma              | 4x400m    | 2°               | 3'08"1      | Semifinale Coppa Europa   |
| 1966 | Europei                 | Budapest          | 400m      | Semifinale       | 47"1        |                           |
| 1966 | Europei                 | Budapest          | 4x400m    | Finale 6°        | 3'06"5      | Record Nazionale          |
| 1966 | Europei indoor          | Dortmund          | 4x2+2+4+8 | Argento          | 3'22"2      | Staffetta Svedese 1600m   |
| 1967 | Giochi del Mediterraneo | Tunisi            | 400m      | Oro              | 47"7        |                           |
| 1967 | Giochi del Mediterraneo | Tunisi            | 4x400m    | Oro              | 3'12"6      |                           |
| 1967 | Universiadi             | Tokyo             | 400m      | Bronzo           | 46"7        | Record Personale          |
| 1967 | Universiadi             | Tokyo             | 4x400m    | Finale 5°        | 3'09"2      |                           |
| 1967 | Europei indoor          | Praga             | 400m      | Finale 1°        | dq          | Squalificato              |
| 1967 | Coppa Europa            | Ostrava           | 400m      | 5°               | 47"5        | Semifinale Coppa Europa   |
| 1967 | Coppa Europa            | Ostrava           | 4x400m    | 2°               | 3'08"1      | Semifinale Coppa Europa   |
| 1968 | Olimpiadi               | Città del Messico | 400m      | Quarti di finale | 46"5        | Record Personale          |
| 1968 | Olimpiadi               | Città del Messico | 4x400m    | Finale - 7°      | 3'04"6      | Record Nazionale          |
| 1969 | Europei                 | Atene             | 400m      | Finale - 8°      | 46"6        |                           |
| 1969 | Europei                 | Atene             | 4x400m    | Finale - 5°      | 3'04"1      | Record Nazionale          |
| 1970 | Coppa Europa            | Sarajevo          | 400m      | 3°               | 46"8        | Semifinale Coppa Europa   |
| 1970 | Coppa Europa            | Sarajevo          | 4x400m    | 4°               | 3'08"3      | Semifinale Coppa Europa   |
| 1970 | Coppa Europa            | Stoccolma         | 400m hs   | Finale - 6°      | 54"2        |                           |
| 1970 | Coppa Europa            | Stoccolma         | 4x400m    | Finale - 7°      | 3'12"2      |                           |
| 1971 | Giochi del Mediterraneo | Smirne            | 400m      | Finale 5°        | 47"4        |                           |
| 1971 | Giochi del Mediterraneo | Smirne            | 4x400m    | Oro              | 3'07"5      | Record dei Giochi         |
| 1971 | Europei                 | Helsinki          | 4x400m    | Bronzo           | 3'04"6      |                           |
| 1972 | Olimpiadi               | Monaco di Baviera | 4x400m    | Semifinale       | 3'09"7      |                           |

## Altre competizioni internazionali
1960
- Argento all'incontro internazionale Juniores Italia - Polonia ( Bologna, 24-7), 400 m - 48"9
- Argento all'incontro internazionale Juniores Italia - Polonia ( Bologna, 24-7), 4x400 m - 3'16"3

1961
- Oro all'incontro internazionale Juniores Polonia - Italia ( Bielsko, 13-8), 400 m - 49"2
- Oro all'incontro internazionale Juniores Polonia - Italia ( Bielsko, 13-8), 400 m hs - 55"4
- Oro all'incontro internazionale Juniores Polonia - Italia ( Bielsko, 13-8), 4x400 m - 3'19"8
- Oro all'incontro internazionale Italia - Spagna ( Belluno, 19/20-9), 4x400 m - 3'15"5
- Argento all'incontro internazionale Italia - Polonia ( Palermo, 7/8-10), 4x400 m - 3'16"6

1962
- Argento all'incontro internazionale Italia - Germania ( Roma, 23/24-6), 4x400 m - 3'10"5
- Argento all'incontro internazionale Svezia - Italia ( Stoccolma, 15/16-8), 4x400 m - 3'11"0
- Argento alla riunione internazionale su pista (Brescia, 26-7), 400 m - 47"9
- Bronzo al Meeting Internazionale ( Bergamo, 22/23-8), 400 m - 48"1

1963
- Bronzo all'incontro internazionale Polonia - Italia ( Cracovia, 22/23-6), 400 m - 47"8
- Oro all'incontro internazionale Inghilterra - Italia ( Londra, 14-8), 400 m - 47"4
- Argento alla riunione internazionale su pista ( Mantes-La-Jolie, 23-5), 400 m - 49"1

1964
- Bronzo all'incontro internazionale Germania - Italia ( Saarbrucken, 20/21-6), 400 m - 47"5
- Argento all'incontro internazionale Germania - Italia ( Saarbrucken, 20/21-6), 4x400 m - 3'12"6
- Argento all'incontro internazionale Italia - Jugoslavia - Svizzera ( Modena, 29/30-8), 400 m - 47"4
- Argento all'incontro internazionale Italia - Jugoslavia - Svizzera ( Modena, 29/30-8), 4x400 m - 3'11"7
- Argento all'incontro internazionale Italia - Svezia - Norvegia ( Roma, 19/20-9), 400 m - 48"0
- Oro all'incontro internazionale Italia - Svezia - Norvegia ( Roma, 19/20-9), 4x400 m - 3'08"7
- Oro al Meeting Internazionale Universitario ( Torino, 2-6), 400 m - 48"7
- Argento al Meeting Internazionale Universitario ( Torino, 2-6), 4x400 m - 3'16"8
- Oro al Meeting Internazionale ( Bergamo, 7-6), 4x400 m - 3'19"2

1965
- Bronzo all'incontro internazionale Svizzera - Germania - Francia - Belgio - Italia - Olanda ( Berna, 3/4-7), 400 m - 47"2
- Argento all'incontro internazionale Svizzera - Germania - Francia - Belgio - Italia - Olanda ( Berna, 3/4-7), 4x400 m - 3'10"6
- Oro all'incontro internazionale Italia - Finlandia - Romania ( Napoli, 25/26-9), 400 m - 47"4
- Oro all'incontro internazionale Italia - Finlandia - Romania ( Napoli, 25/26-9), 4x400 m - 3'09"9
- Oro al Meeting Internazionale ( Norimberga, 17-7), 400 m - 47"4
- Oro al Meeting Internazionale Universitario Italia - URSS - Francia ( Torino, 2-6), 400 m - 48"0
- Oro al Meeting Internazionale Universitario Italia - URSS - Francia ( Torino, 2-6), 4x400 m - 3'16"0
- Oro all'incontro internazionale Lombardia - Londra ( Milano, 9/10-10), 400 m hs - 53"6
- Argento all'incontro internazionale Lombardia - Londra ( Milano, 9/10-10), 4x400 m - 3'13"3
- Oro al IV Meeting dell'amicizia ( Siena, 24/25-7), 400 m - 47"3
- Oro al IV Meeting dell'amicizia ( Siena, 24/25-7), 4x400 m - 3'16"7
- Argento al Meeting notturno "Città di Grosseto" ( Grosseto, 27-7), 200 m - 21"7
- Argento al Meeting Internazionale ( Bergamo, 19-9), 400 m hs - 52"5

1966
- Oro all'incontro internazionale Italia - Svizzera - Ungheria ( Modena, 23/24-7), 4x400 m - 3'07"6
- Oro all'incontro internazionale Jugoslavia - Italia - Bulgaria ( Celje, 23/24-7), 400 m - 47"3
- Oro all'incontro internazionale Jugoslavia - Italia - Bulgaria ( Celje, 23/24-7), 4x400 m - 3'09"7
- Argento all'incontro internazionale Romania - Italia ( Bucarest, 24/25-9), 400 m hs - 53"2
- Argento all'incontro internazionale Romania - Italia ( Bucarest, 24/25-9), 4x400 m  - 3'13"7
- Oro al Meeting Internazionale di Parigi ( Parigi, 2-6), 400 m - 47"2
- Oro al Meeting Internazionale Universitario Italia - URSS ( Torino, 2-6), 400 m - 48"2
- Oro al VII Meeting dell'amicizia ( Siena, 25/26-6), 400 m - 47"5

1967
- Oro all'incontro internazionale Finlandia - Italia ( Helsinki, 1/2-8), 400 m - 47"5
- Oro all'incontro internazionale Finlandia - Italia ( Helsinki, 1/2-8), 4x400 m - 3'14"7
- Oro all'incontro internazionale Norvegia - Italia ( Kongsvinger, 5-8), 400 m - 47"4
- Argento all'incontro internazionale Norvegia - Italia ( Kongsvinger, 5-8), 4x400 m - 3'14"5
- Bronzo all'incontro internazionale Italia - Spagna - USA ( Viareggio, 19/20-8), 400 m - 47"0
- Argento all'incontro internazionale Italia - Spagna - USA ( Viareggio, 19/20-8), 4x400 m - 3'09"4
- Oro all'incontro internazionale Lombardia - Baviera ( Milano, 28-5), 400 m  - 47"7
- Oro all'incontro internazionale Lombardia - Baviera ( Milano, 28-5), 4x400 m  - 3'07"9
- Oro al Meeting Internazionale Universitario Italia - URSS - Francia ( Torino, 2-6), 400 m - 47"3
- Argento al Meeting Internazionale Universitario Italia - URSS - Francia ( Torino, 2-6), 4x400 m - 3'17"7

1968
- Argento all'incontro internazionale Svizzera - Germania - Francia - Belgio - Italia - Olanda ( Brescia, 20/21-7), 4x400 m - 3'05"8
- Argento all'incontro internazionale Polonia - Italia ( Katowice, 17/18-8), 4x400 m - 3'05"5
- Oro all'incontro internazionale Italia - Svezia - Romania ( Roma, 11/12-9), 4x400 m - 3'08"8

1969
- Oro all'incontro internazionale Svezia - Italia - Romania ( Stoccolma, 21/22-7), 400 m - 46"8
- Oro all'incontro internazionale Svezia - Italia - Romania ( Stoccolma, 21/22-7), 4x400 m - 3'08"4
- Argento all'incontro internazionale Italia - Gran Bretagna - Cecoslovacchia ( Verona, 16/17-8), 4x400 m - 3'06"9

1970
- Oro all'incontro internazionale Spagna - Italia ( Madrid, 30/31-5), 400 m - 46"9
- Argento all'incontro internazionale Spagna - Italia ( Madrid, 30/31-5), 4x400 m - 3'07"4
- Bronzo all'incontro internazionale Italia - Polonia ( Siracusa, 4/5-7), 400 m - 47"1
- Bronzo all'incontro internazionale Italia - Polonia ( Siracusa, 4/5-7), 4x400 m - 3'12"1
- Argento all'incontro internazionale Romania - Italia - Svizzera - Ungheria ( Bucarest, 18/19-9), 4x400 m - 3'09"5

1971
- Oro all'incontro internazionale Italia - Grecia - Spagna ( Viareggio, 25/26-7), 4x400 m - 3'06"6
- Oro all'incontro internazionale Italia - Canada ( Cagliari, 4/5-7), 4x400 m - 3'08"3
- Oro all'incontro internazionale Turchia - Italia ( Smirne, 25/26-9), 400 m - 49"1
- Oro all'incontro internazionale Turchia - Italia ( Smirne, 25/26-9), 4x400 m - 3'16"6
- Bronzo al Meeting Internazionale Universitario Italia - URSS - Germania Fed. ( Torino, 2-6), 4x400 m - 3'11"4
- Argento al XII Meeting dell'amicizia ( Siena, 19-9), 400 m - 48"2
- Bronzo al Meeting Notturno ( Verona, 21-7), 400 m - 47"3

1972
- Oro all'incontro internazionale Italia - Cuba ( Firenze, 1/2-7), 4x400 m - 3'06"7
- Oro all'incontro internazionale Danimarca - Italia ( Aarhus, 1/2-7), 4x400 m - 3'10"2
- Oro all'incontro internazionale Italia - Bulgaria ( Palermo, 29/30-9), 4x400 m - 3'14"6
- Argento al Meeting Mondiale Universitario ( Torino, 2-6), 4x400 m - 3'11"8
- Argento al Meeting Preolimpico ( Viareggio, 11-7), 400 m - 47"0
- Argento al Meeting Preolimpico ( Monaco di Baviera, 11-7), 4x400 m - 3'07"5
- Oro al Meeting Internazionale "Bislet-Lekene" ( Oslo, 2/3-8), 400 m - 46"9

## Campionati nazionali
Juniores

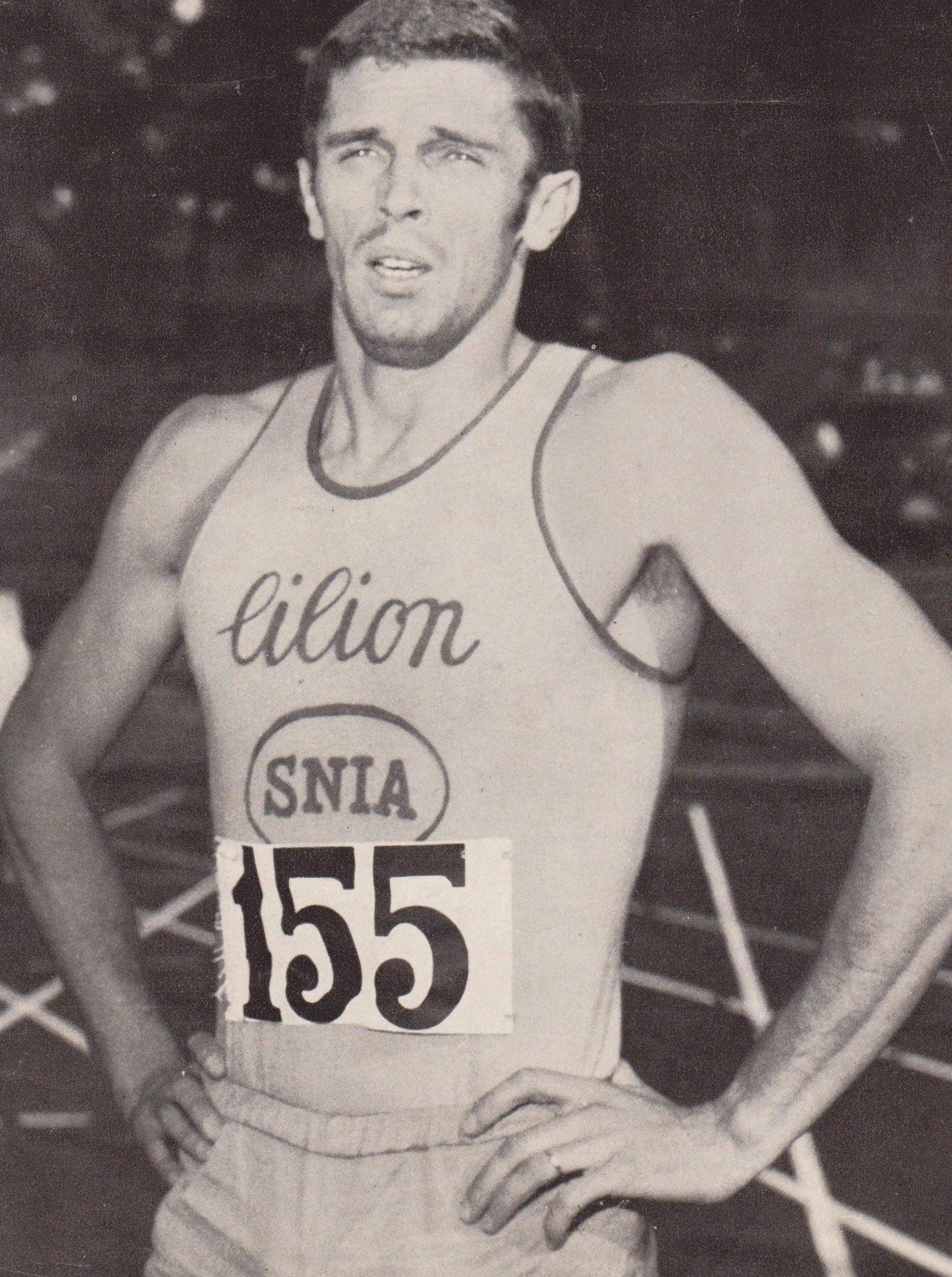
Sergio Bello con la maglia della Snia Milano

- 2 volte campione ai Campionati italiani assoluti di atletica leggera Juniores 400 metri piani (1960, 1961)
- 1 volta campione ai Campionati italiani assoluti di atletica leggera Juniores 400 metri ostacoli (1961)

Seniores
- 5 volte campione ai Campionati italiani assoluti di atletica leggera 400 metri piani (1965, 1966, 1967, 1968 e 1969)
- 8 volte campione ai Campionati italiani assoluti di atletica leggera staffetta 4x400 metri  (1965, 1966, 1967, 1968, 1969, 1971, 1972, 1974)
- 1 volta campione ai Campionati italiani assoluti di atletica leggera 400 metri ostacoli (1970)
- 2 volte campione ai Campionati italiani assoluti di atletica leggera 4x200 metri (1971, 1972)

1960
- Oro ai campionati italiani assoluti Juniores, 400 m - 50"7

1961
- Oro ai campionati italiani assoluti Juniores, 400 m - 48"3
- Oro ai campionati italiani assoluti Juniores, 400 m hs - 53"5
- Bronzo ai campionati italiani assoluti, 400 m - 48"4

1962
- Argento ai campionati italiani assoluti, 400 m - 48"5

1965
- Oro ai campionati italiani assoluti, 400 m - 47"0
- Oro ai campionati italiani assoluti, 4×400 m - 3'13"7 - (Reggiani, Bianchi, Sardi, Bello)

1966
- Oro ai campionati italiani assoluti, 400 m - 47"5
- Oro ai campionati italiani assoluti, 4×400 m - 3'14"5 - (Reggiani, Bianchi, Sardi, Bello)

1967
- Oro ai campionati italiani assoluti, 400 m - 48"4
- Oro ai campionati italiani assoluti, 4×400 m - 3'13"9 - (Palaro, Bianchi, Fusi, Bello)

1968
- Oro ai campionati italiani assoluti, 400 m - 46"9
- Oro ai campionati italiani assoluti, 4×400 m - 3'17"6 - (Reggiani, Bianchi, Fusi, Bello)

1969
- Oro ai campionati italiani assoluti, 400 m - 46"4
- Oro ai campionati italiani assoluti, 4×400 m - 3'12"8 - (Trachelio, Bianchi, Fusi, Bello)

1970
- Oro ai campionati italiani assoluti, 400 m hs - 50"7
- Argento ai campionati italiani assoluti, 4×100 m - 40"7 - (Agostoni, Preatoni, Calvo, Bello)

1971
- Bronzo ai campionati italiani assoluti, 400 m hs - 51"7
- Oro ai campionati italiani assoluti, 4×200 m - 1'23"6  - (Calvo, Preatoni, Bianchi, Bello)
- Oro ai campionati italiani assoluti, 4×400 m - 3'11"2 - (Castelli, Bianchi, Fusi, Bello)

1972
- Bronzo ai campionati italiani assoluti, 400 m - 47"5
- Oro ai campionati italiani assoluti, 4×200 m - 1'26"8 - (Calvo, Preatoni, Borghi, Bello)
- Oro ai campionati italiani assoluti, 4×400 m - 3'15"5 - (Borghi, Fusi, Trachelio, Bello)

1973
- Argento ai campionati italiani assoluti, 4×400 m - 3'12"1 - (Basile, Fusi, Trachelio, Bello)

1974
- Oro ai campionati italiani assoluti, 4×400 m - 3'12"2 - (Borghi, Garbagnati, Trachelio, Bello)
- Bronzo ai campionati italiani assoluti, 4×200 m - 1'26"0 - (Toscani, Bello, Trachelio, Borghi)

## Altre competizioni nazionali
1961
- Bronzo alla I Coppa città di Novara ( Novara, 28-5) 400m hs - 54"1
- Argento alla Semifinale campionato di società ( Milano, 1/2-6) 400m - 48"6
- Argento alla Semifinale campionato di società ( Milano, 1/2-6) 400m hs- 53"7
- Oro ai Campionati nazionali Libertas ( Roma, 28/29-10) 400m - 49"4
- Argento ai Campionati nazionali Libertas ( Roma, 28/29-10) 400m hs - 55"7

1962
- Bronzo alla XVI Pasqua dell'atleta ( Milano, 29-4) 400m - 48"0
- Oro alla Coppa fiera di san Giorgio ( Alessandria, 1-5) 400m hs - 54"0
- Argento alla Riunione nazionale ( Novara, 27-5) 400m - 48"1
- Oro alla Semifinale campionato di società ( Torino, 2/3-6) 400m - 48"4
- Oro alla Semifinale campionato di società ( Torino, 2/3-6) 400m hs - 53"5
- Argento al VI Trofeo caduti universitari ( Milano, 10-6) 400m - 48"3
- Argento al VI Trofeo Bernardi ( Treviso, 2-9) 400m - 47"9
- Oro al IX Gran Premio Libertas  ( Livorno, 27/28-10) 400m - 49"5

1963
- Bronzo alla VII Trofeo De Gasperi ( Verona, 15-4) 200m - 22"3
- Oro alla Coppa fiera di san Giorgio ( Alessandria, 1-5) 400m hs - 53"6
- Oro al VII Trofeo caduti universitari ( Milano, 5-6) 400m - 47"6
- Oro alla III Coppa città di Novara ( Novara, 19-5) 400m - 47"7
- Oro alla I Preolimpionica maschile ( Torino, 8/9-5) 400m - 48"0
- Oro alla II Preolimpionica maschile ( Pescara, 4-8) 400m - 48"1

1964
- Oro al Gran Premio Pennazzato ( Roma, 1-5) 400m - 49"4
- Oro al Trofeo Vittorio Urigo ( Sassari, 10-5) 400m - 48"7
- Oro alla IV Coppa città di Novara ( Novara, 17-5) 400m - 48"7
- Oro al Trofeo Edoardo Potasso ( Biella, 2-8) 400m - 48"2
- Oro al IX Trofeo caduti universitari Milanesi ( Milano, 6-9) 400m - 47"5

1965
- Oro al Gran Premio città delle ceramiche ( Faenza, 16-5) 400m - 48"0
- Oro al IX Trofeo Alcide De Gasperi ( Verona, 27-5) 400m - 48"5
- Oro al Trofeo S. Emidio ( Ascoli Piceno, 6-8) 200m - 21"8
- Oro al II Trofeo dell'industria ( Vercelli, 12-9) 400m hs - 52"6
- Oro al II Trofeo dell'industria ( Vercelli, 12-9) 4x400m - 3'19"6
- Oro al Trofeo Chiabotti ( Milano, 17-10) 400m hs - 52"6

1966
- Oro ai Campionati Universitari ( Roma, 29/30/1-4/5) 400m hs - 53"0
- Oro ai Campionati Universitari ( Roma, 29/30/1-4/5) 4x100m - 41"7
- Oro ai Campionati Universitari ( Roma, 29/30/1-4/5) 4x400m - 3'18"7
- Oro al IV Trofeo dell'industria ( Milano, 19-5) 400m hs - 52"3
- Oro al IV Trofeo dell'industria ( Milano, 19-5) 4x400m - 3'16"6

1967
- Oro al XI Trofeo Alcide De Gasperi ( Verona, 6-5) 400m - 49"2
- Argento al V Trofeo dell'industria ( Milano, 1-7) 400m hs - 51"8
- Oro al V Trofeo dell'industria ( Milano, 1-7) 4x400m - 3'13"6
- Oro alla Riunione nazionale ( Roma, 29-10) 4x400m - 3'13"4

1968
- Oro al VI Trofeo dell'industria ( Aosta, 30-6) 400m hs - 54"8
- Argento al VI Trofeo dell'industria ( Aosta, 30-6) 4x400m - 3'19"0

1971
- Oro al XXV Pasqua dell'atleta ( Milano, 25-5) 200m hs - 23"7
- Argento al VIII Trofeo provincia di Reggio Emilia ( Reggio Emilia, 19-5) 400m - 48"7
- Argento al XVI Trofeo dell'industria ( Padova, 9-10) 400m - 48"0

1972
- Oro al XVII Trofeo dell'industria ( Rieti, 7-10) 400m hs - 54"9
- Oro al XVII Trofeo dell'industria ( Rieti, 7-10) 4x400m - 3'19"3

1973
- Bronzo al X Trofeo Vittorio Urigo ( Sassari, 13-5) 4x200m - 1'28"1
- Oro al XVIII Trofeo dell'industria ( Brescia, 9-6) 4x400m - 3'17"4

1974
- Oro al XI Trofeo Vittorio Urigo ( Sassari, 22-5) 400m - 50"2
- Oro al XI Trofeo Vittorio Urigo ( Sassari, 22-5) 4x400m - 3'23"7
- Oro al XIX Trofeo dell'industria ( Torino, 12-10) 400m hs - 53"1
- Oro al XIX Trofeo dell'industria ( Torino, 12-10) 4x400m - 3'15"7

## Record nazionali
Juniores
- 400 m: 48"1 ( Roma, 5 ottobre 1961)

Seniores
- Staffetta 4x400m: 3'07"6 ( Tokio , 20 ottobre 1964) con Salvatore Morale, Bruno Bianchi e Roberto Frinolli
- Staffetta 4x400m: 3'07"6 ( Modena, 24 luglio 1966) con Furio Fusi, Marco Petranelli e Roberto Frinolli (primato uguagliato)
- Staffetta 4x400m: 3'06"5 ( Budapest, 4 settembre 1966) con Furio Fusi, Roberto Frinolli e Bruno Bianchi
- Staffetta 4x400m: 3'05"8 ( Brescia, 21 luglio 1968) con Furio Fusi, Bruno Bianchi e Sergio Ottolina
- Staffetta 4x400m: 3'05"5 ( Katowice, 18 agosto 1968) con Giacomo Puosi, Furio Fusi e Sergio Ottolina
- Staffetta 4x400m: 3'04"8 ( Città del Messico , 19 ottobre 1968) con Giacomo Puosi, Furio Fusi e Sergio Ottolina
- Staffetta 4x400m: 3'04"6 ( Città del Messico , 20 Ottobre 1968) con Furio Fusi, Giacomo Puosi e Sergio Ottolina
- Staffetta 4x400m: 3'04"1 ( Atene, 20 Settembre 1969) con Furio Fusi, Giacomo Puosi e Claudio Trachelio
- Staffetta 4x400m per squadre di club: 3'11"1 ( Roma, 15 giugno 1968) con Antonio Palaro, Bruno Bianchi  e Furio Fusi
- Staffetta 4x400m per squadre di club: 3'09"2 ( Milano, 2 luglio 1969) con Bruno Bianchi, Furio Fusi e Claudio Trachelio
- Staffetta 4x200m per squadre di club: 1'24"9 ( Milano, 2 luglio 1966) con Angelo Sguazzero, Armando Sardi e Ennio Preatoni
- Staffetta 4x200m per squadre di club: 1'23"9 ( Milano, 1 luglio 1970) con Furio Fusi, Ennio Preatoni e Claudio Trachelio
- Staffetta 4x200m per squadre di club: 1'23"6 ( Milano, 2 ottobre 1971) con Calvo, Ennio Preatoni e Bruno Bianchi

## Progressione
| Anno | Misura | Luogo             | Data  | Circostanza agonistica                    | Ranking nazionale |
| ---- | ------ | ----------------- | ----- | ----------------------------------------- | ----------------- |
| 1960 | 48"9   | Bologna           | 24-07 | Incontro Juniores Italia - Polonia        | 14°               |
| 1961 | 48"1   | Roma              | 05-10 |                                           | 4°                |
| 1962 | 47"5   | Brescia           | 08-08 |                                           | 3°                |
| 1963 | 47"4   | Londra            | 14-08 | Incontro Italia - Inghilterra 1°          | 1°                |
| 1964 | 46"9   | Tokyo             | 18-10 | Giochi Olimpici - Quarti di finale 6°     | 1°                |
| 1965 | 46"7   | Roma              | 21-08 | Coppa Europa - Semifinale 3°              | 2°                |
| 1966 | 47"1   | Budapest          | 31-08 | Giochi Europei - Semifinale 7°            | 1°                |
| 1967 | 46"7   | Tokyo             | 31-08 | Universiadi - Finale 3°                   | 1°                |
| 1968 | 46"5   | Città del Messico | 16-10 | Giochi Olimpici - Quarti di finale 4°     | 1°                |
| 1969 | 46"4   | Milano            | 29-06 | Campionati Italiani 1°                    | 1°                |
| 1970 | 46"8   | Sarajevo          | 01-08 | Coppa Europa - Semifinale 3°              | 1°                |
| 1971 | 47"3   | Verona            | 21-07 | Meeting Notturno - 3°                     | 4°                |
| 1972 | 46"9   | Oslo              | 03-08 | Meeting Internazionale "Bislet-Lekene" 1° | 3°                |
| 1973 | 47"5   | Roma              | 10-07 | Campionati Italiani 4°                    | 6°                |
| 1974 | 48"8   |                   | 15-07 |                                           | 22°               |

| Anno | Misura | Luogo             | Data  | Circostanza agonistica                |
| ---- | ------ | ----------------- | ----- | ------------------------------------- |
| 1960 | 3'16"3 | Bologna           | 24-07 | Incontro Juniores Italia - Polonia 2° |
| 1961 | 3'15"5 | Belluno           | 20-09 | Incontro Italia - Spagna 1°           |
| 1962 | 3'10"0 | Belgrado          | 15-09 | Campionati Europei - Semifinale 2°    |
| 1963 | 3'13"6 | Porto Alegre      | 08-09 | Universiadi - Finale 3°               |
| 1964 | 3'07"6 | Tokyo             | 20-10 | Giochi Olimpici - Semifinale          |
| 1965 | 3'08"1 | Roma              | 22-08 | Coppa Europa - Semifinale 2°          |
| 1966 | 3'06"5 | Budapest          | 04-09 | Campionati Europei - Finale 6°        |
| 1967 | 3'08"1 | Ostrava           | 22-07 | Coppa Europa - Semifinale 2°          |
| 1968 | 3'04"6 | Città del Messico | 18-10 | Giochi Olimpici - Finale 7°           |
| 1969 | 3'04"1 | Atene             | 20-09 | Campionati Europei - Finale - 5°      |
| 1970 | 3'07"4 | Madrid            | 31-05 | Incontro Spagna - Italia 2°           |
| 1971 | 3'04"6 | Helsinki          | 14-08 | Campionati Europei - Finale - 3°      |
| 1972 | 3'06"7 | Firenze           | 02-07 | Incontro Italia - Cuba 1°             |
| 1973 | 3'12"1 | Milano            | 30-09 | Campionati Italiani 2°                |
| 1974 | 3'12"2 | Roma              |       | Campionati Italiani 1°                |

| Anno | Misura | Luogo       | Data  | Circostanza agonistica          |
| ---- | ------ | ----------- | ----- | ------------------------------- |
| 1960 | 54"1   | Bologna     | 23-09 |                                 |
| 1961 | 53"5   | Bologna     | 20-07 | Campionati Italiani Juniores 1° |
| 1962 | 53"5   | Torino      | 02-06 |                                 |
| 1963 | 53"6   | Alessandria | 01-05 | Coppa fiera di San Giorgio      |
| 1965 | 52"5   | Bergamo     | 12-09 | Meeting internazionale 2°       |
| 1966 | 52"3   | Milano      | 19-05 | Coppa Industria 1°              |
| 1967 | 51"8   | Milano      | 01-07 | Trofeo Industria 2°             |
| 1968 | 53"4   |             | 25-05 |                                 |
| 1969 | 51"8   |             | 14-06 |                                 |
| 1970 | 50"7   | Roma        | 15-07 | Campionati Italiani 1°          |
| 1971 | 51"7   | Roma        | 08-09 | Campionati Italiani 3°          |
| 1972 | 54"9   | Rieti       | 07-10 | Trofeo Industria 1°             |
| 1974 | 53"0   |             | 29-06 |                                 |

## Top 20
| Anno | Misura | Luogo             | Data  | Circostanza agonistica                                   |
| ---- | ------ | ----------------- | ----- | -------------------------------------------------------- |
| 1969 | 46"4   | Milano            | 29-06 | Campionati Italiani 1°                                   |
| 1968 | 46"5   | Città del Messico | 16-10 | Giochi Olimpici - Quarti di finale 4°                    |
| 1969 | 46"6   | Atene             | 20-09 | Campionati Europei - Finale - 8°                         |
| 1965 | 46"7   | Roma              | 21-08 | Coppa Europa - Semifinale 3°                             |
| 1967 | 46"7   | Tokyo             | 31-08 | Universiadi - Finale 3°                                  |
| 1965 | 46"8   | Budapest          | 27-8  | Universiadi - Finale 1°                                  |
| 1969 | 46"8   | Stoccolma         | 22-07 | Triangolare Svezia - Italia - Romania 1°                 |
| 1970 | 46"8   | Sarajevo          | 01-08 | Coppa Europa - Semifinale 3°                             |
| 1968 | 46"9   | Trieste           | 07-07 | Campionati Italiani 1°                                   |
| 1970 | 46"9   | Madrid            | 31-05 | Incontro Spagna - Italia 1°                              |
| 1964 | 46"9   | Tokyo             | 18-10 | Giochi Olimpici - Quarti di finale - 6°                  |
| 1972 | 46"9   | Oslo              | 03-08 | Meeting Internazionale "Bislet-Lekene" - 1°              |
| 1965 | 47"0   | Roma              | 11-07 | Campionati Italiani - 1°                                 |
| 1967 | 47"0   | Viareggio         | 20-08 | Incontro internazionale Italia - Spagna - USA - 3°       |
| 1972 | 47"0   | Viareggio         | 11-07 | Meeting Preolimpico - 2°                                 |
| 1966 | 47"1   | Budapest          | 31-08 | Giochi Europei - Semifinale - 7°                         |
| 1965 | 47"2   | Berna             | 04-07 | Incontro Svizzera-Germania-Francia-Belgio-Italia-Olanda  |
| 1966 | 47"2   | Parigi            | 02-06 | Meeting Internazionale di Parigi - 1°                    |
| 1966 | 47"3   | Celje             | 24-07 | Triangolare Jugoslavia - Italia - Bulgaria 1°            |
| 1967 | 47"3   | Torino            | 02-06 | Meeting Internazionale Universitario Italia-URSS-Francia |

| Anno | Misura | Luogo             | Data  | Circostanza agonistica                                  |
| ---- | ------ | ----------------- | ----- | ------------------------------------------------------- |
| 1969 | 3'04"1 | Atene             | 20-09 | Campionati Europei - Finale - 5°                        |
| 1968 | 3'04"6 | Città del Messico | 18-10 | Giochi Olimpici - Finale 7°                             |
| 1971 | 3'04"6 | Helsinki          | 14-08 | Campionati Europei - Finale - 3°                        |
| 1968 | 3'04"8 | Città del Messico | 18-10 | Giochi Olimpici - Semifinale                            |
| 1968 | 3'05"8 | Brescia           | 21-09 | Incontro Svizzera-Germania-Francia-Belgio-Italia-Olanda |
| 1968 | 3'05"5 | Katowice          | 18-08 | Incontro Polonia - Italia 2°                            |
| 1966 | 3'06"5 | Budapest          | 04-09 | Campionati Europei - Finale 6°                          |
| 1971 | 3'06"6 | Viareggio         | 26-07 | Triangolare Italia - Grecia - Spagna 1°                 |
| 1972 | 3'06"7 | Firenze           | 02-07 | Incontro Italia - Cuba 1°                               |
| 1969 | 3'06"9 | Verona            | 17-08 | Triangolare Italia - Gran Bretagna - Cecoslovacchia 2°  |
| 1970 | 3'07"4 | Madrid            | 31-05 | Incontro Spagna - Italia 2°                             |
| 1971 | 3'07"5 | Smirne            | 15-09 | Giochi del Mediterraneo 1°                              |
| 1972 | 3'07"5 | Monaco di Baviera | 30-09 | Meeting Preolimpico 2°                                  |
| 1964 | 3'07"6 | Tokyo             | 20-10 | Giochi Olimpici - Semifinale                            |
| 1966 | 3'07"6 | Modena            | 24-07 | Triangolare Italia - Svizzera - Ungheria 1°             |
| 1967 | 3'07"9 | Milano            | 28-05 | Incontro Lombardia - Baviera 1°                         |
| 1967 | 3'08"1 | Ostrava           | 22-07 | Coppa Europa - Semifinale 2°                            |
| 1965 | 3'08"1 | Roma              | 22-08 | Coppa Europa - Semifinale 2°                            |
| 1970 | 3'08"3 | Sarajevo          | 02-08 | Coppa Europa - Semifinale 4°                            |
| 1971 | 3'08"3 | Cagliari          | 05-07 | Incontro Italia - Canada 1°                             |

## Statistiche e primati

### Olimpiadi
400m
- Unico atleta italiano con 2 partecipazioni olimpiche sui 400m: (Tokyo ’64 - Città del Messico ’68)
- Più gare sui 400m olimpici: 4 (2 a Tokyo ’64 - 2 a Città del Messico ’68)

4x400m
- Maggior numero di Giochi Olimpici disputati con la 4×400: 3 (Tokyo ’64 - Città del Messico ’68 - Monaco '72)

### Campionati Europei
400m
- Italiani che hanno corso la finale: 8 (Andrea Barberi, Sergio Bello, Marcello Fiasconaro, Luigi Paterlini, Mario Rabaglino, Ashraf Saber, Ettore Tavernari, Marco Vistalli
- Primo atleta italiano a correre una finale europea nei 400m piani.
- Più gare sui 400m europei: 7 (Belgrado '62, Budapest '66, Atene '69)
- Maggior numero di partecipazioni europee sui 400m: 3 (Sergio Bello, Andrea Barberi, Roberto Ribaud)

4x400m
- Maggior numero presenze 4×400 azzurra agli Europei: 7 (Belgrado '62, Budapest '66, Atene '69, Helsinki '71)
- Maggior numero di Campionati europei disputati con la 4×400 italiana: 4 (Belgrado '62, Budapest '66, Atene '69, Helsinki '71)

### Universiadi
400m
- Unico atleta italiano ad aver vinto l'oro alle Universiadi nei 400m (Budapest '65)

4x400m
- Unico atleta italiano ad aver vinto l'oro alle Universiadi nella staffetta 4x400m: (Budapest '65 insieme a Gianpaolo Iraldo, Roberto Frinolli e Bruno Bianchi)

### Giochi del Mediterraneo
400m
- Primo atleta italiano a vincere la medaglia d'oro nei 400 metri piani

4x400m
- Primo atleta italiano a vincere la medaglia d'oro nella staffetta 4x400 metri piani insieme a Furio Fusi Sergio Ottolina e Giacomo Puosi.

### Nazionale italiana
- Con 45 presenze Sergio Bello è il quattrocentista più presente nella storia della Nazionale di atletica leggera italiana e occupa il 19º posto nella classifica assoluta degli atleti azzurri per presenze in Nazionale.

## Riconoscimenti
- - Medaglia d'argento al valore atletico (1962)
- - Medaglia di bronzo al valore atletico (1964)

## Videografia
- Nicolò Ferrari, Sergio Bello - Da zero a Tokyo 1960 - 1964, su YouTube.

- Nicolò Ferrari, Sergio Bello - L'Apice 1965 - 1968, su YouTube.

- Nicolò Ferrari, Sergio Bello - La Scelta 1969 - 1974, su YouTube.